# Kanton Bégard
Bégard is een kanton van het Franse departement Côtes-d'Armor. Het kanton maakt deel uit van de arrondissementen Guingamp(14) en Lannion (9) .

## Gemeenten
Het kanton Bégard omvatte tot 2014 de volgende 7 gemeenten:
- Bégard (hoofdplaats)
- Kermoroc'h
- Landebaëron
- Pédernec
- Saint-Laurent
- Squiffiec
- Trégonneau

Bij de herindeling van de kantons door het decreet van 13 februari 2014, met uitwerking op 22 maart 2015, werden daar volgende 16 gemeenten aan toegevoegd:
- Berhet
- Brélidy
- Caouënnec-Lanvézéac
- Cavan
- Coatascorn
- Mantallot
- Ploëzal
- Plouëc-du-Trieux
- Pluzunet
- Pontrieux
- Prat
- Quemper-Guézennec
- Quemperven
- Runan
- Saint-Clet
- Tonquédec